# Drăgușeni (Galați)
Drăgușeni è un comune della Romania di 5 680 abitanti, ubicato nel distretto di Galați, nella regione storica della Moldavia.
Il comune è formato dall'unione di 7 villaggi: Adam, Căuiești, Drăgușeni, Fundeanu, Ghinghești, Nicopole, Știețești.